# Limnephilus spinatus
Limnephilus spinatus är en nattsländeart som beskrevs av Banks 1914. Limnephilus spinatus ingår i släktet Limnephilus och familjen husmasknattsländor. Inga underarter finns listade i Catalogue of Life.